# Pont d'Amour
 (juin 2019).
Si vous disposez d'ouvrages ou d'articles de référence ou si vous connaissez des sites web de qualité traitant du thème abordé ici, merci de compléter l'article en donnant les références utiles à sa vérifiabilité et en les liant à la section « Notes et références ».
Le pont d'Amour est un pont ferroviaire et automobile à deux étages qui traverse le Dniepr à Dnipro.
C'est le plus ancien pont de Dnipro, il relie l'arrondissement central à celui d'Amour-Nijnednieprovski.

## Nom
Le pont tire son nom de l'ancien village Amour situé sur la rive gauche du Dniepr.

## Construction du pont
Le pont a été construit sur la voie de chemin de fer menant à Ekaterinoslav et s'arrêtant au Dniepr avant 1884. C'était le plus long pont ferroviaire en Russie, connu sous le nom de Pont Alexandre III.
La longueur du pont est 1 261 mètres, avec les forces principales 2 397 m,[Quoi ?] largeur 15,5 m.
Le cadre métallique hautement conçu de ceintures parallèles a été conçu par l'ingénieur Nikolai Beleljubski. Le pont est de deux étages - le niveau supérieur était pour le transport urbain, plus bas pour le rail à sens unique.
En 1914, la construction du pont est renforcée.
En 1935, une voie de tramway a été construite à l'étage supérieur du pont.

## Restauration du pont
Le pont frappé pendant la guerre civile russe a été restauré en 1920.
Pendant la Seconde Guerre mondiale, le pont a été écrasé. En 1943, un pont temporaire avec des supports en bois a été mis de côté. En 1955, le pont a été reconstruit dans une capitale, avec l'ouverture moyenne rénovée.
En 1977, un pont ferroviaire avec des fiducies de fil de 14 ans a été établi à côté de Vanasilla[Quoi ?].